# 三重県総合博物館

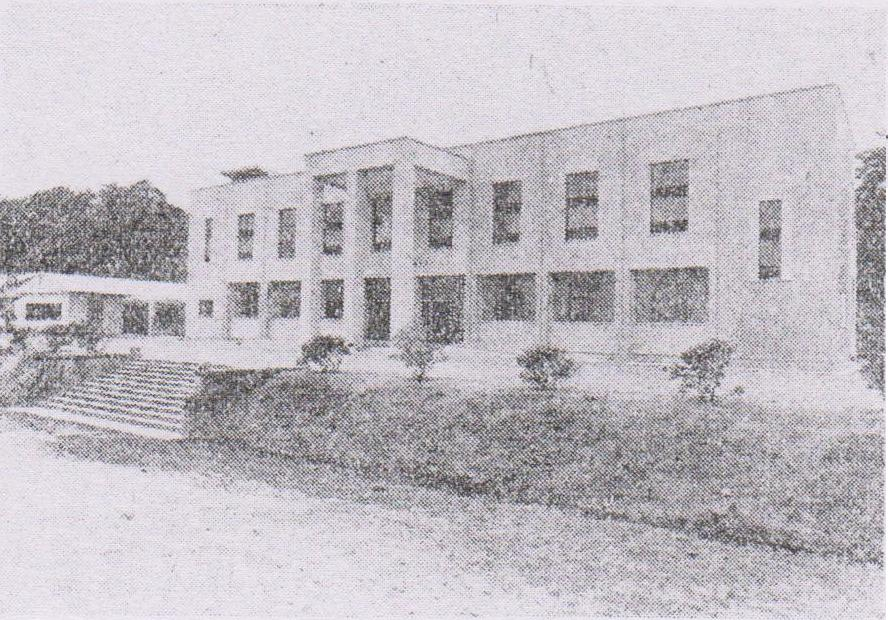
開館当時の三重県立博物館（1953年）

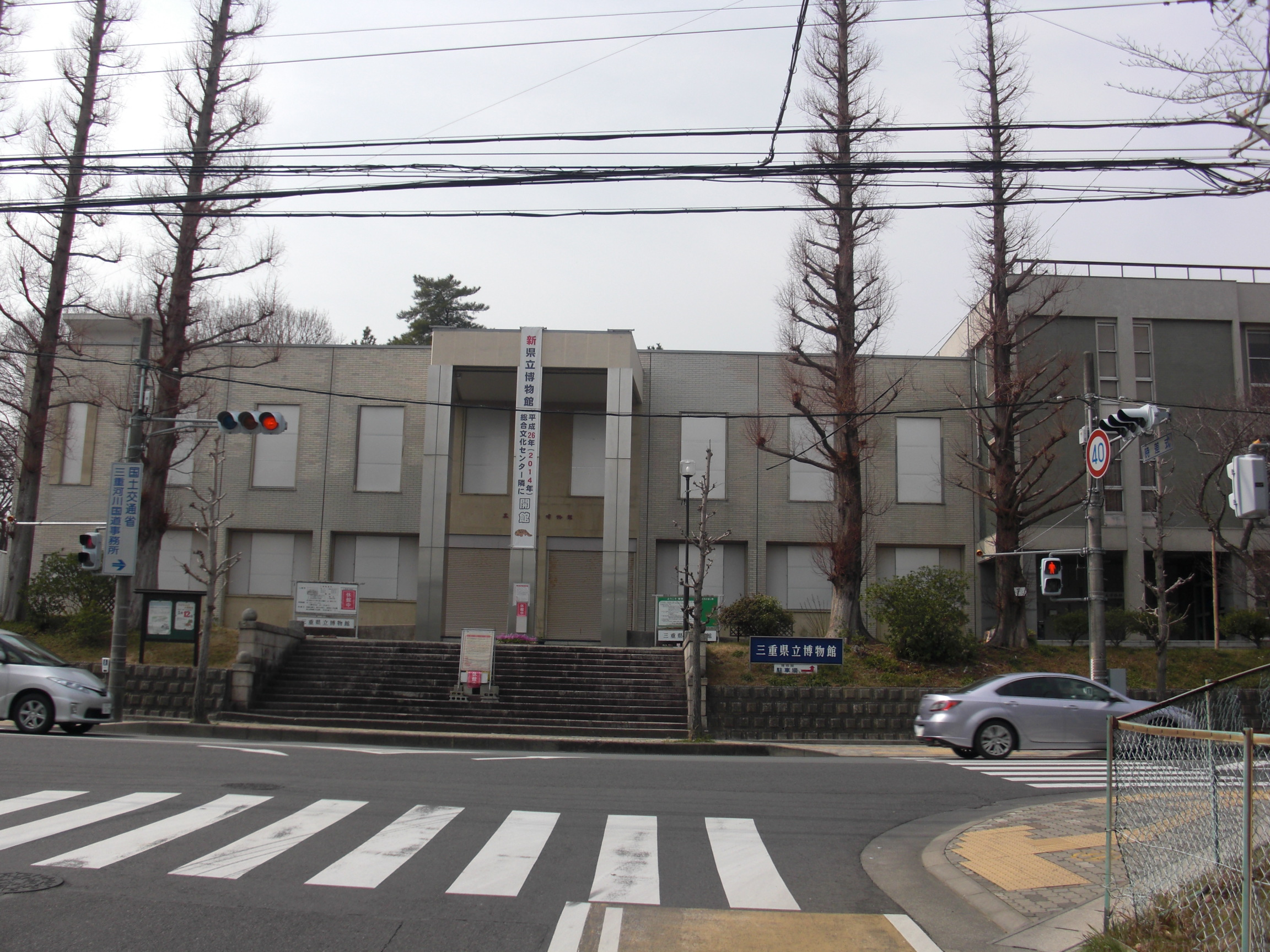
2007年以降閉鎖中の三重県立博物館（2011年）

三重県総合博物館（みえけんそうごうはくぶつかん、英語: Mie Prefectural Museum）は、三重県津市の三重県総合文化センター前にある公立の博物館。
「三重県立博物館」として1953年（昭和28年）6月に開館した。博物館の建物が耐震基準を満たさないため、2007年（平成19年）10月10日より展示室を閉鎖することとなり、2011年（平成23年）1月から2014年（平成26年）にかけて三重県総合文化センターの隣接地に新しく博物館が建設され、同年4月19日に現名称で再開館となった。なお、前述の展示室閉鎖より再開館までは三重県内各地で移動展示・博物館教室・フィールドワークなどを実施していた。
愛称は一般公募1061件から「MieMu」（みえむ）が選ばれ、イメージカラーはオレンジとなっている。

## 概要
三重県総合博物館は、津市郊外にある三重県総合文化センターの隣に、鉄筋コンクリート造3階建、のべ床面積10,800m2の博物館として開館した。ミエゾウの巨大骨格を主な呼び物とする。テーマに「三重が持つ多様性の力」を掲げ、三重県の自然・歴史・文化を紹介する展示コーナーに加え、交流学習スペースを設けられる。博物館の機能に加え、公文書館の機能を有している。
入館者数の目標値は初年度が243,000人、5年目が15万人となっているが、これでは人件費2億円を含む管理運営費4億5千万円を入場料収入では賄えないものとされている。また総工費は当初120億円と見込まれていたが、三重県総合文化センターとの間に渡り廊下を設置するなど計画外の費用が必要であることが判明しているほか、工費の7割を公債で補う予定であるなど開館に当たっての課題が多い。

### 三重県立博物館
「三重の自然と歴史・文化」をテーマに掲げた公立の博物館であった。博物館は3つの展示室から成っており、裏庭には、石室のある古墳が復元され、見学することができた。入館料は大人40円、高校生および大学生が30円であった。
研究面では自然科学部門と歴史考古部門から成り、海洋生物調査を多く行い、三重県鳥羽市の鳥羽水族館と密接な協力関係にあった。
主なコレクションに、ステゴドン・パラステゴドンの化石や三重県産の海洋動物、上野市（現在の伊賀市）出身の筒井差之助の植物標本約2万点があった。

## 歴史
1953年（昭和28年）6月に東海地方初の総合博物館として開館。建物は本館が鉄筋コンクリート2階建、事務館が木造平屋建で1952年（昭和27年）11月に着工、1953年（昭和28年）6月4日に竣工し、工費は2281万円であった。当時の日本では、私立の博物館が中心で、公設の博物館は全館数の4分の1にとどまり、開館時点では珍しい存在だった。戦後の早い時期に開館した背景には、三重県民で自然史研究に関心を持つ人が多かったことがある。初代館長には元・三重県教育長の梅田育太郎が就任し、7〜8人の職員で運営された。初期の収蔵資料は、2年かけて集めた約7,000点の三重県に生息する生物標本を基礎としていた。
急ピッチで建てた建物であったため、1974年（昭和49年）には老朽化が問題視され、津市大谷町の三重県立大学水産学部（現在の三重大学生物資源学部の前身）跡地への新築移転計画が進められていた。また、開館した時点で博物館の小ささが指摘されていた。ただし、移転計画は三重県立美術館の新設に変更となり、博物館は現在地に残った。
2007年（平成19年）10月に耐震基準を満たさないとして展示室を閉鎖する。

### 三重県立博物館から三重県総合博物館へ
新しい三重県立博物館の建設を目指す動きは県立博物館の開館から33年経過した1986年（昭和61年）2月に三重県文化審議会が答申した「三重県における博物館構想」が始まりである。その後1994年（平成6年）3月には「三重県センター博物館（仮称）建築基本計画」が策定され、建築が進むかに見えたが、1997年（平成9年）に三重県知事に就任した北川正恭は県立博物館を含む「ハコモノ」の建設を凍結する方針を示し、1998年（平成10年）3月に計画は白紙撤回された。
2002年（平成14年）11月になると「博物館整備プロジェクト会議」が発足するも、なかなか議論は深まらず、2005年（平成17年）3月になって、現在の県立博物館の改修を盛り込んだ「三重県立博物館整備にかかる当面の方針」が発表された。しかし2006年（平成18年）10月に改修費用が17億円かかることが判明すると、改修計画は撤回され、計画は再び頓挫した。
2007年（平成19年）2月、野呂昭彦が三重県知事選挙の公約に新県立博物館の整備を掲げることを表明、同年4月の統一地方選挙で三重県知事に当選した。野呂知事による博物館整備推進と2007年（平成19年）10月の現博物館の展示室閉鎖により、新博物館計画は大きく前進し、2008年（平成20年）12月には「新県立博物館基本計画」が出来上がり、2011年（平成23年）1月に着工した。
2011年（平成23年）4月の三重県知事選挙で鈴木英敬が当選すると「あらゆる事業が見直し対象である」と表明、三重県立博物館に関しても再検証をすることになった。事業続行、計画縮小、白紙化のいずれを選択しても当初事業費を超えてしまうという難しい状況であったが、同年6月3日に鈴木は「三重のアイデンティティの創造と継承、子どもの成長に重要な役割を果たす機関」であるとして、運営費の2割減など7つの条件を付けた上で、建設の続行を決断した。
開館に先立ち、2014年（平成26年）2月26日に県内の三重大学および皇學館大学と共同研究や人材育成の協定を締結した。学芸員の資格取得を目指す両大学の学生のインターンの受け入れや、皇學館大学佐川記念神道博物館との間で収蔵資料の交換・展示が検討されている。
三重県総合博物館の開館を前に2014年（平成26年）4月18日に約600人の出席の下、開館式典を挙行した。翌4月19日午前9時に正式に開館、前日夜から並んだ人を含め300人が列を成した。

## 交通
JR・近鉄・伊勢鉄道津駅西口（近鉄側）より
- 三交バスで約5分、総合文化センター行き「総合文化センター」または夢が丘団地行き「総合文化センター前」下車すぐ。
- 徒歩で約25分

## 周辺
- 三重県総合文化センター
  - 三重県立図書館
- マックスバリュ津北店
- 三重県立津東高等学校